# Thomas Nadalini
Thomas Nadalini (Trento, 2 maggio 2002) è un pattinatore di short track italiano.

## Biografia

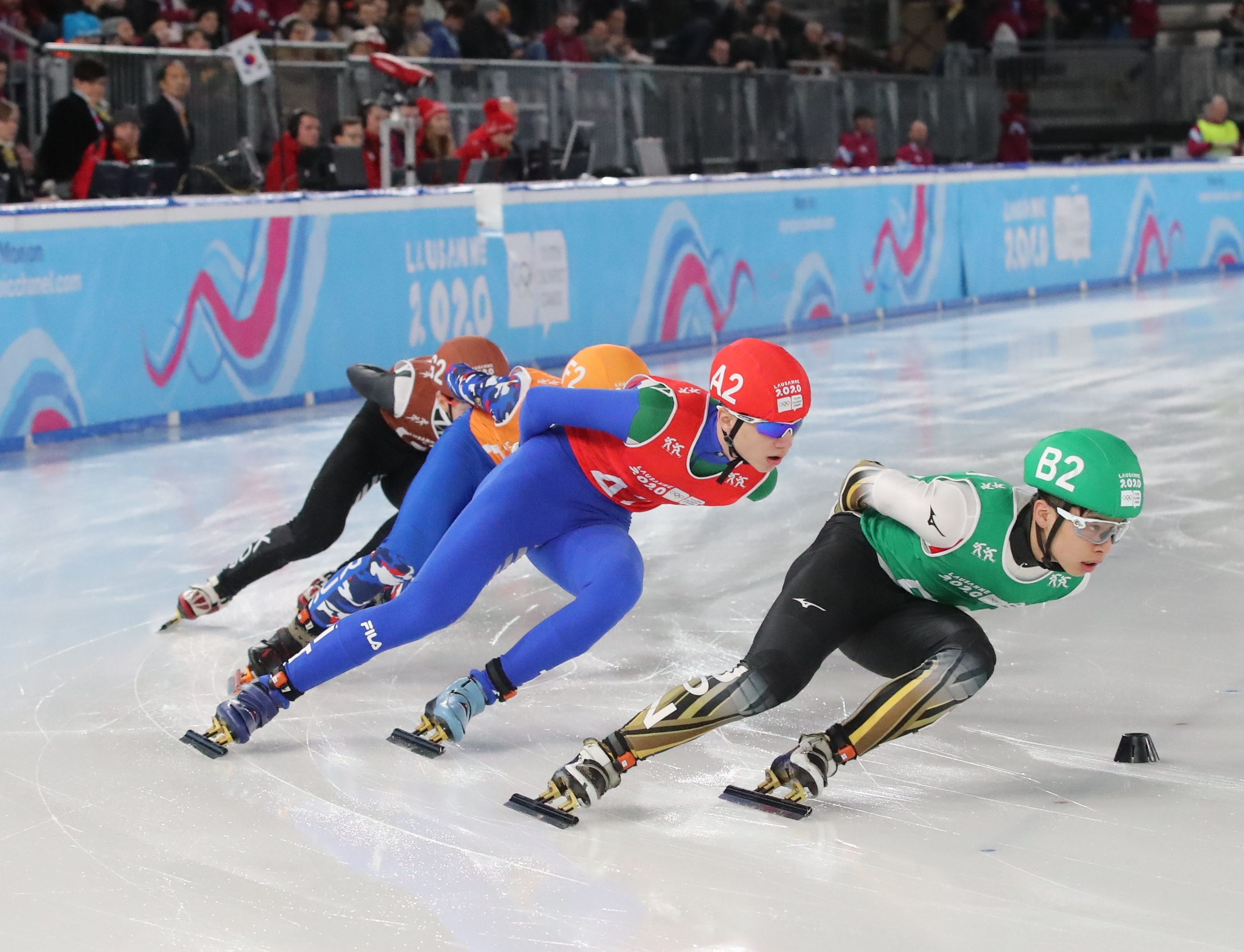
Thomas Nadalini in azione nella finale della staffetta mista ai Giochi olimpici giovanili di.

Si è messo in mostra a livello giovanile ai Giochi olimpici giovanili di Losanna 2020, dove ha vinto il bronzo nella staffetta mista con la britannica Olivia Weedon, la sudcoreana Seo Whi-min e il neozelandese Ethan De Rose. Si è inoltre classificato 8º nei 500 m e 10º nei 1000 m.
È stato convocato agli europei di Danzica 2023, dove ha vinto la medaglia di bronzo nella staffetta mista, con Pietro Sighel, Arianna Sighel e Arianna Valcepina. Nel 2025 sale sul gradino più alto del podio nella staffetta 5000 metri agli europei di Dresda.

## Palmarès

### Mondiali
- 2 medaglie:
  - 2 argenti (staffetta 5000 m a Seul 2023; staffetta 2000 m mista a Pechino 2025).

### Europei
- 3 medaglie:
  - 1 oro (staffetta 5000 m a Dresda 2025).
  - 1 argento (staffetta 5000 m a Danzica 2023).
  - 1 bronzo (staffetta 2000 m mista a Danzica 2023).